# Маневреність
Маневровість, мане́вреність (англ. Mobility) — здатність військ (сил) до швидкого пересування до початку і в ході бойових дій, розгортання у бойовий, а також зняття з позицій.

## Понятійні аспекти
Маневреність або мобільнсть є багатозначним поняттям, під яким розуміють:
1. оперативно-тактична властивість військових формувань різних видів збройних сил і родів військ, що характеризує ступінь їх рухомості й здатність швидко здійснювати пересування, розгортання для бою (операції) і маневр у ході бойових дій. Показником маневреності підрозділів, частин і з'єднань механізованих та танкових військ є їхня здатність організовано й у найкоротші терміни створювати угруповання (бойовий порядок), зосереджувати сили й засоби на вибраних напрямках, форсувати водні перешкоди й долати загородження, зони руйнувань, пожеж і заражень, швидко пересуватися на поле бою, переносити зусилля з одного напрямку на інший. Для ракетних військ і артилерії вона полягає у здатності швидко займати й змінювати стартові й вогневі позиції, а також змінювати напрямки й дальність пусків (стрільби) з метою зосередження або перенесення вогню (ударів). Для з'єднань і частин ВПС основним показником маневреності є здатність у короткий термін зосереджувати зусилля авіації на виконанні найважливіших бойових завдань, перенацілювати її на нові напрямки дій, міняти аеродроми базування. Для корабельних частин і з'єднань ВМС маневреність виражається в здатності швидко змінювати швидкість і напрямок руху, у короткий термін здійснювати перебудування бойових (похідних) порядків, а також переносити зусилля в ході бою (операції). Вимоги до маневреності постійно підвищуються. Це зумовлено зростанням швидкоплинності сучасного бою й різкими змінами обстановки в ході бойових дій. Підвищення маневреності досягається оснащенням військ (сил флоту) новою, досконалішою технікою, а також підвищенням бойової виучки особового складу частин і підрозділів, поліпшенням управління військами;
2. можливість військової техніки швидко змінювати швидкість і напрямок руху на місцевості, у воді й повітрі (для літаків — і висоту польоту, а для підводних човнів — і глибину занурення) в залежності від складності обстановки. Маневреність визначається технічними характеристиками різних технічних засобів. Маневреність колісних і гусеничних машин залежить від радіуса повороту й ширини смуги руху; літальних апаратів — від їхніх розмірів, діапазону швидкостей, потужності двигунів; кораблів — від ходових і інерційних якостей, керованості, а підводних човнів, крім того, — від швидкості занурення й виплиття. На маневреність корабля (судна) впливають також завантаження і його диферент.

Для оцінки та прогнозування мобільності військової техніки в НАТО використовують модель мобільності NG-NRMM.